# Hradčany-Kobeřice

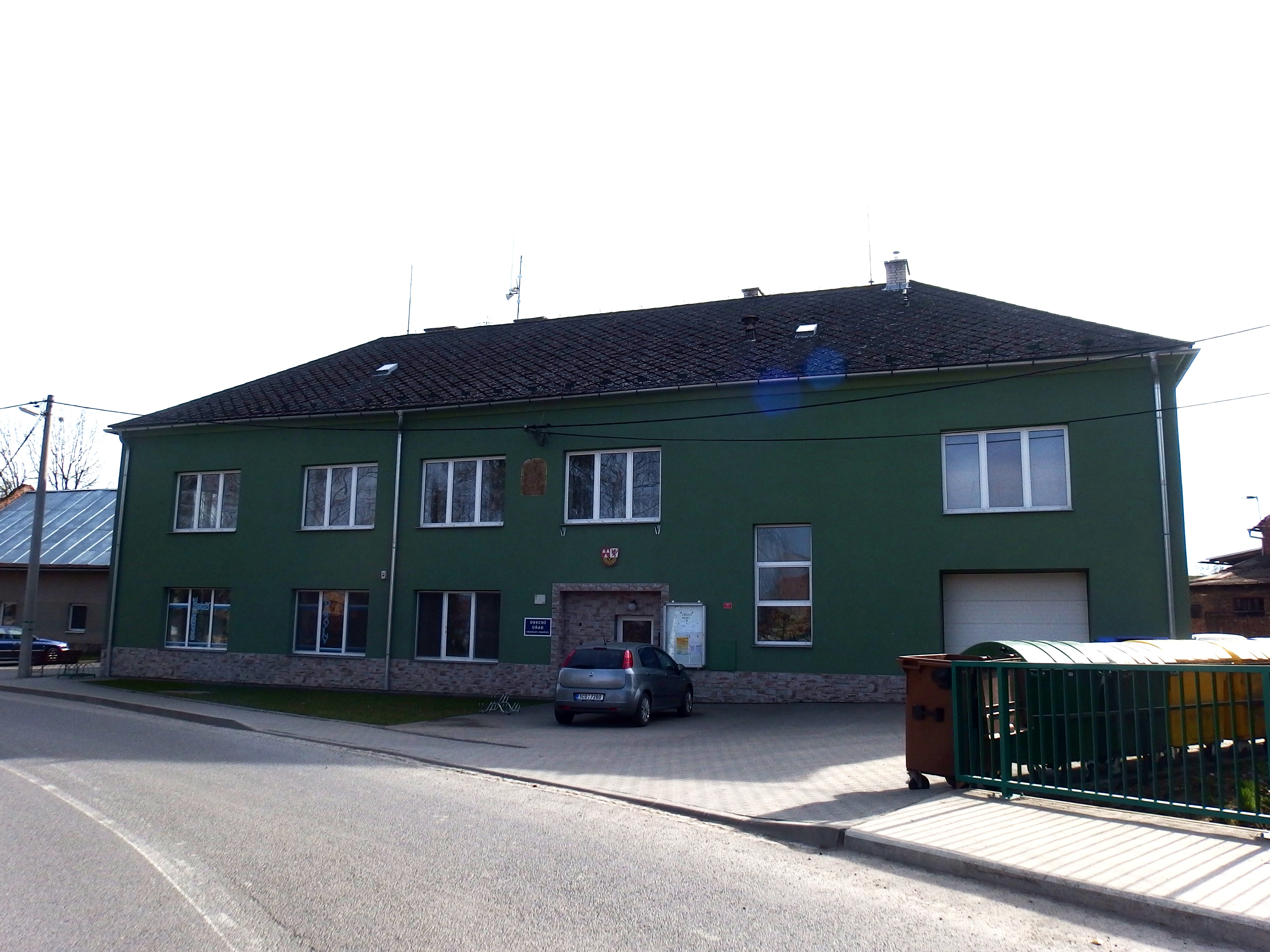
Gemeindeamt Hradčany

Hradčany-Kobeřice ist eine Gemeinde in Tschechien. Sie liegt zwölf Kilometer südlich von Prostějov und gehört zum Okres Prostějov. Die Gemeinde wurde 1961 durch Zusammenschluss von Hradčany und Kobeřice gebildet.

## Geographie
Hradčany-Kobeřice befindet sich am Flüsschen Brodečka (Prödlitzer Bach) in der Obermährischen Senke (Hornomoravský úval). Im Norden erhebt sich die Předina (313 m. n.m.). Westlich verläuft die Autobahn D 46.
Nachbarorte sind Dobrochov und Vřesovice im Norden, Pivín im Nordosten, Dobromilice im Südosten, Dřevnovice im Süden, Želeč im Südwesten, Brodek u Prostějova im Westen sowie Otaslavice im Nordwesten.

## Geschichte
Die erste schriftliche Erwähnung von Hradčany erfolgte 1160 als Besitz der Abtei Hradisko, bei der das Dorf bis zur Aufhebung im Jahre 1784 verblieb. Danach wurde das Dorf Teil der Herrschaft Břesowitz.
Kobeřice wurde 1399 erstmals erwähnt und gehörte bis zur Mitte des 19. Jahrhunderts zu den Besitzungen des Olmützer Domkapitels.
Nach der Aufhebung der Patrimonialherrschaften bildeten Hradčany und Kobeřice ab 1850 zwei eigenständige Gemeinden im Gerichtsbezirk Proßnitz. Ab 1869 gehörten beide Gemeinden zum Bezirk Proßnitz.
Im Jahre 1961 wurden beide Dörfer zu einer Gemeinde Hradčany-Kobeřice fusioniert. Beim Zensus von 2001 lebten in den 172 Häusern der Gemeinde 410 Personen, davon 236 in Hradčany (83 Häuser) und 174 in Kobeřice (89 Häuser).

## Gemeindegliederung
Die Gemeinde Hradčany-Kobeřice besteht aus den Ortsteilen Hradčany (Hradschan) und Kobeřice (Koberzitz).
Das Gemeindegebiet gliedert sich in die Katastralbezirke Hradčany u Prostějova und Kobeřice.

## Sehenswürdigkeiten
- Kirche Mariä Schmerzen in Kobeřice
- Kapelle des hl. Franz Xaver in Hradčany